# MetaComCo
Az MetaComCo (röviden: MCC, teljes nevén: MetaComCo Plc.) brit szoftverfejlesztéssel foglalkozó vállalkozás, mely különböző platformokra írt programozási nyelv (eleinte BASIC, majd Lisp, Pascal stb.) interpretereiről, illetve az AmigaDOS-ról ismert.

## Alapítás, kezdetek
A startup céget 1981-ben, Bristolban alapította Peter Mackeonis és Derek Budge a Tenchstar Ltd. egy részlegének alapjain. Budge volt a cég elnöke Mackeonis pedig a marketingért felelt.
Az első termékük a "Digital Research Personal Basic", egy Microsoft BASIC kompatibilis interpreter volt IBM-kompatibilis PC-re, mely CP/M operációs rendszer alatt futott, és amelyet Mackeonis 1982-ben licencelt az amerikai Digital Research-től (röviden: DR). További programozási nyelvek következtek, melyeket szintén a DR-től licenceltek és ezért – továbbá az amerikai ügyfelek hatékonyabb kiszolgálása miatt – a DR központja közelében, a kaliforniai Pacific Grove-ban is nyitottak egy irodát. A MetaComCo fő termékei a Motorola 68000 kompatibilis rendszerekre írt fejlesztőeszközök voltak. Atari ST-re "Menu+" néven shell-programot írtak, valamint egy Unix-hez hasonló "Make" programot. Programozási nyelvek közül a következő fejlesztőeszközöket adták ki: Lattice C, MCC Pascal 68000, Cambridge Lisp, BCPL, és MCC Macro Assembler. A legtöbb ezek közül ún. kereszt-platformos fejlesztést is lehetővé tett Atari, Amiga és IBM PC-k között.

## Amiga-projekt
Dr. Tim King 1984-ben csatlakozott az MCC-hez és vele együtt érkezett a TRIPOS operációs rendszer Motorola 68000 processzorra írt változata, melynek megírásán korábban – a Cambridge-i Egyetemen kutatóként – dolgozott. Az 1984-es januári las vegasi Winter International Consumer Electronics Show-n az MCC is képviseltette magát. Peter Mackeonis visszaemlékezése alapján „néhányan az Amigától átjöttek a standunkra és megkérdezték, hogy foglalkoztunk-e már operációs rendszerekkel. Négy hónap múlva felhívtak és megkérdezték, hogy pontokba szedve, mit gondolunk egy új gépről.” Kiindulási alapként ekkor már volt egy egyfelhasználós, multitasking operációs rendszerük, a Tripos formájában, melyet még az 1970-es években fejlesztettek ki a Cambridge-i Egyetemen. A Tripos kódjának alapját képező Assembler és BCPL fordítóprogramoknak már volt egy 68000-alapú változata. Az MCC szerződést kötött az akkor már Commodore tulajdonú Amiga Corp.-nel mindössze 6 hónappal az Amiga új gépének tervezett megjelenése előtt. Tim King felelt az egész Amiga-projektért az elejétől fogva és az ő állítása szerint „tényleg kemény munkát végeztek és úgy tudja, az Amigánál legalább hárman beköltöztek az irodájukba és hétvégeken is dolgoztak.” Ő maga folyamatosan ingázott Bristol és Amerika között. A Tripos kódján temérdek módosítást kellett végrehajtaniuk, hogy jól illeszkedjen az Amiga custom chipekre épülő hardveréhez. Ez lett végül az AmigaDOS, melynek első változata gyakorlatilag egy Tripos adaptáció, illetve port.

## Széthullás
Tim King 1986-ban távozott az MCC-től, több kollégájával együtt, hogy csatlakozzon a frissen alapított Perihelion startuphoz. Ez terheltté tette a Tim és Budge közti kapcsolatot és kényelmetlen volt a Commodore számára is. A Triposhoz fűződő jogok mind az MCC-nél maradtak, melyet Tim vitatott, így amikor a távozása után Tim felajánlotta a szolgálatait a Commodore-nak, a szakértelmén és hozzáértésén kívül nem volt semmi más a kezében, csak egy elmérgesedett vita.
Mackeonis megalapította a Triangle Publishing-et, mely Atari ST-re fejlesztett az ST Organizert, PC-re pedig a PC Organizert, de fejlesztett grafikus felhasználói felületet (GUI) Amstrad gépekhez is „Counterpoint” néven.

## Fordítás
- Ez a szócikk részben vagy egészben  a   MetaComCo című angol Wikipédia-szócikk fordításán alapul.  Az eredeti cikk szerkesztőit annak laptörténete sorolja fel. Ez a jelzés csupán a megfogalmazás eredetét és a szerzői jogokat jelzi, nem szolgál a cikkben szereplő információk forrásmegjelöléseként.